# Association syndicale
Pour les articles homonymes, voir association.
Ne doit pas être confondu avec Syndicat professionnel.
Une association syndicale est une personne morale qui regroupe des propriétaires de biens immobiliers voisins, pour la réalisation d'aménagements spécifiques ou leur entretien, comme la création et l'entretien de voiries privées, de canaux d'irrigation, de digues contre les inondations...
Malgré l'usage du terme d'association, ces structures sont sans rapport avec les associations de la loi de 1901 (de 1908 en Alsace-Moselle), qui constituent la base juridique du tissu associatif français.

## Statut des associations syndicales
Les associations syndicales de propriétaires  doivent répondre à un des objets présentés par l’article 1er de l’ordonnance no 2004-632 du 1er juillet 2004 relative aux associations syndicales de propriétaires, qui constitue la base juridique rénovée de ces structures : 
« Peuvent faire l'objet d'une association syndicale de propriétaires la construction, l'entretien ou la gestion d'ouvrages ou la réalisation de travaux en vue :
a) De prévenir les risques naturels ou sanitaires, les pollutions et les nuisances ;
b) De préserver, de restaurer ou d'exploiter des ressources naturelles ; 
c) D'aménager ou d'entretenir des cours d'eau, lacs ou plans d'eau, voies et réseaux divers ; 
d) De mettre en valeur des propriétés. »
Les associations syndicales peuvent exister tant en ville qu'à la campagne mais leurs fonctions ne sont généralement pas les mêmes. 
En ville, les lotissements s'organisent souvent sous la forme d'associations syndicales de lotissement pour gérer des biens collectifs réalisés initialement par le lotisseur, et, éventuellement, en réaliser de nouveaux.
En campagne, leur objet concerne souvent la protection des propriétés terriennes (lutte contre l’incendie, les nuisibles, les inondations : défense contre la mer, endiguement, curage des rivières) ou leur mise en valeur (irrigation, assainissement, dessèchement, reboisement).  
Le régime de l'association syndicale ne doit pas être confondu avec celui de l'indivision ni avec celui de la copropriété, et malgré son nom, n'a aucun rapport avec les syndicats de salariés. Ce régime est par contre le régime de base des Associations foncières urbaines, Associations foncières pastorales, Associations foncières agricoles,  Associations foncières d'aménagement foncier agricole et forestier (s'est substitué en 2005 aux associations foncières de remembrement)

## Histoire des associations syndicales
L’origine juridique des AS remonte au Haut Moyen Âge. Elles sont l’expression d’un phénomène communautaire dont on remarque la trace dans la plupart des civilisations. En effet, « depuis l'époque gallo-romaine, les aménagements hydrauliques ont contribué à façonner l'espace agricole français. Ainsi, des travaux furent entrepris pour fournir de l'eau aux plantes en cas de carence ou, au contraire, pour évacuer du sol l'eau excédentaire ou protéger les terres des inondations. Les structures associatives furent créées pour entreprendre les travaux, ainsi que pour assurer la gestion et l'entretien des ouvrages ». Ainsi on peut citer, en matière d’irrigation ou d’assèchement de marais les « Arrosants » du Roussillon qui remontent à la législation des Wisigoths ou les « Wateringues » du Nord-Pas-de-Calais qui existent toujours (sous la forme d’ASCO). C’est pour administrer ces dernières qu’a été prise l’ordonnance de 1169 de Philippe d'Alsace. 
Les grandes entreprises de mise en valeur du sol et donc des territoires ont toujours fait partie de politiques plus vastes et stratégiques. Une multitude de régimes se sont mis en place, dans l’esprit incessant de favoriser les groupements associatifs. On les regroupait sous l’ancien régime, par l’appellation latine domat : « assemblée de plusieurs personnes mises en corps formé par la permission du Prince, distingué des autres personnes qui composent un État et établi pour un bien commun à ceux qui sont de ce corps et qui ait aussi son rapport au bien public ». On peut citer les exemples de la construction du canal de la Durance à Salon-de-Provence (1555) et de l’assèchement de l’Aunis et de la Saintonge, situées en Charente-Maritime (édits d’Henri IV de 1599 et 1607). 
Leur objet qui concerne la protection des propriétés terriennes (lutte contre l’incendie, les nuisibles, les inondations : défense contre la mer, endiguement, curage des rivières) et leur mise en valeur (irrigation, assainissement, dessèchement, reboisement) est majeur pour les besoins agricoles et économiques. 
Malgré la Révolution et l’apparition de la Nation qui abolissait toutes les corporations, ce régime a été maintenu et légiféré (lois des 12 et 20 août 1790 qui autorisent les propriétaires de marais desséchés à former des associations syndicales pour leur entretien, loi du 14 floréal an XI relative au curage des cours d’eau et l’entretien des digues, loi du 16 septembre 1807 sur le dessèchement des marais, etc.). En effet, malgré les changements de régime, de nombreux textes donnèrent naissance à des structures de réalisation de grands travaux. 
Sous Napoléon III, dont la mise en valeur du sol était une préoccupation constante, des mesures unificatrices furent prises. 
« Cependant, une réforme plus vaste s’imposait, tant en raison du nombre des associations syndicales que de la diversité de leur statut juridique. ( …) Une loi codificatrice de 26 articles fut promulguée le 21 juin 1865. Aux termes de l’exposé des motifs, le gouvernement entendait « donner l’essor à l’esprit d’entreprise et d’initiative privée » » 
Un célèbre arrêt rendu le 9 décembre 1899 par le Tribunal des conflits permit à cette haute juridiction de qualifier l'association syndicale du Canal de Gignac d'établissement public, en constatant que cette structure disposait de prérogatives de puissance publique. 
Jusqu’à la réforme de 2004, la vieille loi de 1865 demeura le régime juridique de base de cette matière. Malgré de multiples évolutions, la Cour des Comptes ainsi que l’Inspection générale de l'administration, dans un rapport de novembre 1983 ont fait état d’une nécessité de modernisation. Cette évolution était d’autant plus souhaitée que l’importance et l’utilité de ces entités ne sont nullement remises en cause. Aussi cette matière a sans cesse été révisée. Quelques projets de réforme profondes ont même été engagés sans voir le jour jusqu’à ce que l'ordonnance n°2004-632 du 1er juillet 2004 relative aux associations syndicales de propriétaires intervienne, et qui a abrogé le texte de 1865, entre autres. 
L'ordonnance simplifie le droit applicable en s'érigeant comme la base du droit commun des associations syndicales de propriétaires  et, selon l’exposé des motifs, est venue moderniser le droit des ASA, dans un souci de clarification et de simplification.

## Base juridique
En France, les textes qui régissent les associations syndicales de propriétaires (ordonnance no 2004-632 du 1er juillet 2004 relative aux associations syndicales de propriétaires et décret no 2006-504 du 3 mai 2006 portant application de l'ordonnance précitée) établissent une distinction entre trois formes d'associations syndicales : 
- les associations syndicales libres (ASL) ,
- les associations syndicales autorisées (ASA)
- les associations syndicales constituées d'office (ASCO).

Le ministère de l'intérieur, via sa direction générale des collectivités locales, a réalisé une compilation de tous ces textes sous forme d'une circulaire-guide des associations syndicales de propriétaires du 11 juillet 2007, qui donne de nombreux renseignements utiles.

### Associations syndicales libres
Les associations syndicales libres (ASL) sont des personnes morales de droit privé qui permettent aux propriétaires immobiliers de se grouper, sur une base purement contractuelle, pour mettre en place et gérer des ouvrages ou équipements collectifs. Chaque propriétaire peut faire entrer sa propriété dans le « périmètre » de l'ASL, il sera alors tenu des obligations et bénéficiaire des prestations. Les ASL peuvent être utilisées pour la gestion des équipements communs à plusieurs immeubles d'ensembles immobiliers, dans les lotissements ou pour les ouvrages agricoles. 
La gestion d'un immeuble particulier reste de la compétence exclusive du « régime de la copropriété ».
Le fonctionnement des associations syndicales, leurs missions, la répartition des contributions et le poids de chaque propriétaire sont déterminés librement par les statuts de l'« association ». Ce régime diffère donc radicalement de la copropriété et de la Loi du 10 juillet 1965. La seule règle imposée par la législation est que les associations syndicales soit dirigées par un « conseil collégial », dénommé « syndicat » (à ne pas confondre avec le syndicat de copropriétaires)
La constitution d'une ASL suppose l'accord préalable et écrit des fondateurs. Nul ne peut être obligé de faire entrer sa propriété dans le périmètre d'une ASL.
Une fois créée, l'adhésion à l'association syndicale est indissociable de la propriété d'un bien qui se trouve dans le périmètre d'action de l'association syndicale. À titre d'exemple l'acquisition d'un lot entraîne ipso facto adhésion de l'acquéreur à l'association syndicale libre, qu'il le veuille ou non, qu'il soit informé de l'existence de l'ASL ou non. (Le régime des ASL ne peut donc être comparé aux associations de la Loi de 1901).

### Associations syndicales autorisées
Les associations syndicales autorisées  ou constituées d'office ont en commun d'être des établissements publics à caractère administratif. Elles sont donc des personnes morales de droit public. Leurs actes (délibérations) sont soumis au contrôle du préfet. Elles ont un comptable public soumis au contrôle des juridictions financières, chambre régionale des comptes et Cour des comptes. 
Les associations syndicales autorisées sont créées par le préfet après enquête publique, sur demande de propriétaires, de collectivités locales ou de l'État.
De manière juridique : une association syndicale autorisée est un groupement de propriétaires sur un périmètre déterminé qui dispose de prérogatives de puissance publique, pour exécuter certains travaux spécifiques d’amélioration ou d’entretien intéressant à la fois l’ensemble de leurs propriétés et d’utilité générale, constitué après consultation de ces propriétaires et accord de l’administration, et à laquelle les propriétaires récalcitrants des terrains compris dans ce périmètre ont obligation d'adhérer, sauf à délaisser leurs immeubles.
Ces associations syndicales, même si elles ne sont pas connues du grand public en raison de leurs missions particulières, s’élèvent à 6 500 (au 1er janvier 2004 ; source INSEE). 85 % des associations syndicales concernent l’agriculture, plus particulièrement l’irrigation, la forêt, l’aménagement foncier, le pastoralisme, les marais, le drainage, l’aménagement des cours d’eau, la viticulture…

### Associations constituées d'office
Les ASCO, comme le souligne le nom, sont des ASA dont la constitution a été imposée par l’autorité administrative qui estime que leur existence est indispensable à la réalisation d’un intérêt général. 
En effet, elles ne peuvent être créées que pour les ouvrages ou travaux mentionnés aux alinéas a) à c) de l'article 1er de l’ordonnance de 2004 susvisé et si une ASA n'a pu être constituée. L’atteinte au droit de propriété se justifie par la nature des travaux qui sont essentiels dans le même temps aux propriétés et à la collectivité. Dans cet esprit, une procédure de double enquête publique encadrée par les textes caractérise la procédure de création. Les associations syndicales constituées d'office sont créées par le préfet comme pour les ASA lorsque les propriétaires concernés par l'entretien ou l'aménagement ont refusé de constituer une association syndicale alors que le préfet l'a jugé nécessaire. 
Hormis sur ce point et ceux relatifs à une augmentation des pouvoirs du préfet en cas de dysfonctionnement des organes, les dispositions régissant les ASCO sont celles applicables aux ASA. 
Une association syndicale constituée d'office peut se transformer en association syndicale autorisée.

## Associations syndicales de lotissement
L'association syndicale de lotissement n'est pas une catégorie juridique distincte des autres ASL. C'est une association syndicale libre de droit commun dont les missions sont notamment : assurer la propriété, la gestion et l'entretien des terrains et équipements communs d'un lotissement. Elle est régie par l'ordonnance n°2004-632 du 1er juillet 2004 relative aux associations syndicales de propriétaires et le décret n°2006-504 qui porte application de l'ordonnance précitée (son article 3 y  fait explicitement référence), et, très fréquemment, le respect du cahier des charges du lotissement. 
La constitution d'une association syndicale est imposée par l'article R 442-7 du Code de l'urbanisme. 
Les équipements communs comprennent principalement la voirie (chaussée, trottoirs), les espaces verts, les réseaux d'eau potable et d'assainissement (égouts eaux usées et eaux pluviales) et l'éclairage public, les hydrants destinés à la défense extérieure contre l'incendie. Ils sont la propriété collective des propriétaires de lots, appelés co-lotis, indépendamment de l'usage de la voirie qui peut être ouverte à la circulation publique (le code de la route s'y applique et dans ce cas le maire y exerce ses pouvoirs de police, ou bien strictement privée, éventuellement même clôturée et gardiennée. Les autres réseaux (téléphone, électricité) sont généralement la propriété des communes ou de l'Etat, et sont gérés par des concessionnaires (EDF, France Télécom, etc.).
L'adhésion à l'association syndicale de lotissement se fait automatiquement par l'acquisition d'un lot situé dans le périmètre du lotissement. Une clause est insérée à cet effet dans l'acte de vente du terrain lors de la création du lotissement. En cas de revente, le nouveau propriétaire se substitue au vendeur dans ses droits et obligations vis-à-vis de l'association syndicale. En effet, les dettes et créances attachées à un lot dans le cadre d'un lotissement ont un caractère réel, c'est-à-dire qu'elles ne sont pas liées à la personne concernée, mais au bien en cause. Ainsi, dans le cas où le vendeur aurait une dette vis-à-vis de l'association syndicale, celle-ci peut en poursuivre le recouvrement auprès du nouveau propriétaire.
L'association syndicale de lotissement ne peut être dissoute que dans les conditions déterminées par ses statuts. La cession de l'ensemble des équipements à un autre organisme, généralement la commune, qui accepte de l'acquérir et donc de reprendre leur gestion et leur entretien (cela peut être, par exemple, le cas de la reprise d'une voie privée pour en faire une voie publique) peut être une cause de dissolution, si l'association syndicale n'a pas en outre pour objet le respect du cahier des charges.